# Landesmusikrat Sachsen-Anhalt
Der Landesmusikrat Sachsen-Anhalt e. V. ist der für das Land Sachsen-Anhalt zuständige Landesmusikrat.
Als Dachverband der Musik vertritt er die Interessen von etwa 50 institutionellen Mitgliedern: überregional wirkenden Vereinen, Landesvertretungen und weiteren Institutionen des Musiklebens in Sachsen-Anhalt. Die Geschäftsstelle befindet sich in der Große Klausstraße 12 in Halle (Saale).
Der am 25. Juni 1990 gegründete Landesmusikrat Sachsen-Anhalt ist der erste Landesmusikrat, der nach der deutschen Wiedervereinigung in den Neuen Bundesländern neu entstand. Er ist seit 1998 Mitglied im Deutschen Musikrates.

## Aufgaben und Ziele
Der Landesmusikrat Sachsen-Anhalt vertritt über die Fachvertretungen 120.000 musikausübenden Menschen. Seine Aufgabe ist die Förderung und Wahrung der Musikpflege im Land und die Interessenvertretung aller Musikbereiche in bildungs-, kultur-, sozial- und rechtspolitischen Fragen. Ein Schwerpunkt ist die Jugend- und Erwachsenenbildung. Er vermittelt die Interessen von Musikvereinen, Orchestern, Chören und musikalischen Bildungseinrichtungen.
Zur Lösung seiner Aufgaben vertritt er die Interessen seine Mitglieder gegenüber der Landesregierung Sachsen-Anhalt und wird von dieser seit 1992 gefördert. Ferner ist er bei kommunalen Körperschaften und nationalen Fachorganisationen vertreten und setzt sich für Förderung von musikkulturellen Auslandsbeziehungen und eine internationale Zusammenarbeit ein.

## Organe
Organe des Landesmusikrats sind die Mitgliederversammlung, das Präsidium und der Geschäftsführer. Zur Mitgliederversammlung als dem obersten beschließenden Organ gehören die Verbände und Institutionen, die Einzelmitglieder und die Ehrenmitglieder. Von 2004 bis 2012 war Wolfgang Kupke Präsident.
Zum ehrenamtlich tätigen Präsidium gehören neun von der Mitgliederversammlung gewählte Vertreter des Musiklebens des Landes Sachsen-Anhalt. Die Geschäftsführung ist mit den fünf angestellten Personen das verwaltende Organ der Belange des Landesmusikrats. Ihr sind die Fachreferate zugeordnet. Zu den vertretenen Landesausschüssen gehören Jugend musiziert, Orchestermusizieren, Chorarbeit sowie die Leitungsgremien des Jugendjazzorchesters, des Jugendsinfonieorchesters und des Landesjugendchors.

## Projekte
Der Landesmusikrat Sachsen-Anhalt wirkt mit eigenen Projekten und durch Kooperationen an der Gestaltung des Musiklebens in Sachsen-Anhalt mit, so etwa durch das Jugendsinfonieorchester, das Jugendjazzorchester und den Landesjugendchor und die Durchführung des Landeswettbewerbs „Jugend musiziert“ sowie des Jugendmusikfestes.